# Mohammed Timoumi
Mohammed Timoumi (Rabat, 15 de janeiro de 1960) é um ex-futebolista profissional marroquino, que atuava como meia-atacante.

## Carreira
Mohammed Timoumi fez parte do elenco da segunda partição da Seleção Marroquina de Futebol na Copa do Mundo de 1986. 